# Santa Leocadia de Algama
Santa Leocadia de Algama (en catalán y oficialmente Santa Llogaia d'Àlguema) es un municipio español de la comarca del Alto Ampurdán en la provincia de Gerona, Cataluña.
Su terreno es plano y con la riera de Alguema que riega sus campos.
Agricultura de cereales y hortalizas. Ganadería bovina y porcina.
Su tradición artesana era toda la que se derivaba del mimbre y la caña, debido a la gran abundancia de cañizares en la riera de Alguema.
En el año 1020 es nombrado como  Horto Medio en el testamento del conde Bernardo Tallaferro. En el 1105 se nombra como Sanctae Leocadiae y es en el siglo XII cuando se añade el nombre de la Alguema por la riera que lo atraviesa. Perteneció al monasterio de Santa María de Ripoll.

## Demografía
Santa Leocadia de Algama cuenta con una población de 397 habitantes (INE 2024).
| Gráfica de evolución demográfica de Santa Leocadia de Algama entre 1842 y 2021                                      |
| |
| Población de derecho según los censos de población del INE Población de hecho según los censos de población del INE |

## Lugares de interés
- Iglesia de Santa Leocadia, siglo XVIII.
- Fuente del Manol.